# Antoine Maurice der Ältere
Antoine Maurice (* 22. September 1677 in Eyguières in der Region Provence-Alpes-Côte d’Azur; † 13. August 1756 in Genf) war ein französisch-Genfer Geistlicher und Hochschullehrer.

## Leben

### Familie
Antoine Maurice war der Sohn von Charles Maurice (* 1643; † 1729), Pastor der reformierten Kirchen von Marseille, Les Baux-de-Provence und Eyguières, und dessen Ehefrau Anne (geb. Capitel), die aus Augsburg stammte. Sein Vater kam nach der Aufhebung des Edikts von Nantes als hugenottischer Flüchtling 1685 nach Genf. 
Er war mit Marie (* 18. Mai 1672 in Lyon), Tochter von Claude Philibert (* 2. März 1642 in Lyon), Bankier und Kaufmann in Lyon und ehemaliges Mitglied des dortigen Kirchenrats, verheiratet; ihr einziges Kind war der gleichnamige Sohn:
- Antoine Maurice (* 17. April 1716 in Genf; † 23. Juli 1795 ebenda)[3], evangelischer Geistlicher und Hochschullehrer; verheiratet mit Sophie-Dorothée, Tochter von Ludwig-Friedrich Bonnet de Saint-Germain (* 12. Dezember 1670 in Genf; † 7. April 1761 ebenda)[4], Anwalt und ehemaliger Resident Preussens in London[5] sowie Syndikus von Genf.

1699 erfolgte seine Einbürgerung in Genf.

### Werdegang
Antoine Maurice blieb zunächst nach der Flucht seines Vaters noch in Frankreich, um als Kind bei katholischen Priestern alte Sprachen zu erlernen. Später musste er dann ebenfalls fliehen und wurde im Winter 1686 durch zwei katholische Freunde seines Vaters über Bourg-en-Bresse in die Schweiz gebracht. Dort gelang es ihm, mithilfe eines Dieners, zu seinem Vater nach Genf zu gelangen.
Er begann 1693 ein Theologiestudium an der Académie de Genève; im Juni 1697 erfolgte seine Ordination. 1704 wurde er zum Pfarrer in Genf gewählt und blieb bis 1756 in diesem Amt; in dieser Zeit erfolgte 1710 seine Ernennung zum Professor für Literatur an der Akademie Genf, bis er dort 1719 Professor für orientalische Sprachen wurde. In der Zeit von 1724 bis 1756 war er darauf Theologie-Professor an der Akademie und übte von 1721 bis 1727 und von 1734 bis 1737 das Amt des Rektors der Akademie aus.

### Geistliches und berufliches Wirken
Antoine Maurice publizierte vieler seiner Predigten sowie zahlreiche Schriften zur Dogmatik und zur Kontroverstheologie.
Er widmete sich dem Studium der orientalischen Sprachen und verfasste Grammatiken für die hebräische, chaldäische, syrische, arabische, persische und äthiopische Sprache sowie für die Sprache der Samaritaner; hierbei wurde er von einem Rabbiner und einem Priester aus Damaskus unterstützt, um die meisten dieser Sprachen fliessend sprechen zu können.
Weiterhin studierte er auch die Prinzipien, die Isaac Newton entwickelte, und verstand diese mithilfe der Geometrie, mit der er sich ebenfalls beschäftigte.
Mit Nikolaus Ludwig von Zinzendorf stand er in Briefkontakt.
Er hinterließ eine große Anzahl von Manuskripten.

## Mitgliedschaften
- 1713 wurde Antoine Maurice auf Vorschlag von Gottfried Wilhelm Leibniz[9] zum Auswärtigen und am 23. Januar 1744 zum Korrespondierenden Mitglied der Berliner Akademie der Wissenschaften gewählt[10].
- Er war auch Mitglied der Londoner Gesellschaft für die Verbreitung des Glaubens (Société pour la propagation de la foi).

## Schriften (Auswahl)
- Oratio inauguralis, in qua probatur linguae hebraicae cognitioni imprimis acceptam referri debere beatam, XVI. saeculo instutam Reformationis. Genevae: Typis Cramer & Perrachon, 1719.
- Sermons sur divers textes de l’Écriture Sainte. Genève: Cramer, Perachon et Cramer fils, 1722.
- Antoine Maurice; Jacques Bessonnet: Prière qui a été lue dans tous les temples de la ville de Genève, le jeudi huitième mai 1738 à l’issue du Conseil Général, qui a accepté le règlement de l’illustre médiation pour la pacification des troubles de la République. A la Neuveville : Chez Jean-Jaques Marolf, 1738.